# Acentroptera maculata
Acentroptera maculata es un coleóptero de la familia Chrysomelidae.
Fue descrita científicamente por primera vez en 1932 por Maurice Pic.